# Kárpátaljai Megyei Magyar Drámai Színház
A Kárpátaljai  Megyei Magyar Drámai Színház (1993–2009 között Beregszászi Illyés Gyula Magyar Nemzeti Színház, ukránul: Закарпатський обласний угорський драматичний театр)  magyar színház Ukrajnában, Beregszászon. 1993-ban alakult.

## Orosz-Ukrán háború
A Beregszászi Illyés Gyula Magyar Nemzeti Színház, mostani hivatalos nevén Kárpátaljai Megyei Magyar Drámai Színház több mint 30 éves múltra tekint vissza, s nemcsak Ukrajna magyarlakta területein, hanem Európa számos pontján ért el sikereket. A Vidnyánszky Attila által alapított teátrum jelenleg háborús körülmények között próbál nem pusztán túlélni, hanem élni és alkotni, eleget tenni feladatának, a magyar kultúrát művelni és megélni. Az orosz–ukrán háború minden itt élő életét gyökeresen megváltoztatta, az új élethelyzettel pedig a színháznak is naponta meg kell küzdenie.

## Társulat[3]
- Vidnyánszky Attila
- Trill Zsolt
- Szűcs Nelli
- Varga József
- Kristán Attila
- Tóth László
- Rácz József
- Ivaskovics Viktor
- Tarpai Viktória
- Ferenci Attila
- Béres Ildikó
- Vass Magdolna
- Orosz Melinda
- Gál Natália
- Orosz Ibolya
- Fornosi D. Júlia
- Sőtér István
- Polyák Anita
- Szilvási Szilárd
- Cséke Adrienn
- Mónus Dóra
- Henczel Jázmin